# Девон Сава
Девон Едвард Сава (англ. Devon Edward Sawa; 7 вересня 1978, Ванкувер, Канада) — канадський актор, відомий за виконання ролі Алекса Браунінга у фантастичному фільмі жаху «Пункт призначення».

## Біографія
Сава народився 7 вересня 1978 року у Ванкувері, Британська Колумбія, в сім'ї механіків Джойс і Едварда Сави. Має двох рідних братів. Його батько — поляк, мати — метиска. Любов до акторства розпочалася, коли він знявся в шкільному спектаклі в дитячому садку, і з тих пір отримав багато ролей на телебаченні і в кіно.

### Кар'єра
Сава почав свою кар'єру в 1992 році з дитячого шоу. Згодом його акторська кар'єра стрімко розвивалася протягом 1990-х рр. Сава з'явився у фільмі «Маленькі велетні», отримав прорив у «Каспері». 
В «Зараз і тоді» Сава зіграв Скотта Вормера, місцевого хулігана, та розділив другий кіноекранний поцілунок з колегою по «Касперу» — Крістіною Річчі. Сава також знявся в фільмах Дика Америка, Рука-вбивця та Панк з Солт-Лейк-Сіті.
Справжню популярність йому принесла роль Алекса Браунінга у фантастичному фільмі з елементами жаху 1999 р. — «Пункт призначення». У 2000 р. Сава зіграв головного персонажа у кліпі Емінема «Stan», озвучував Флеша Томпсона в мультсеріалі «Нова Людина-Павук».
З 2010 р. Сава зображує роль Овена Елліота у т/с «Нікіта». 

## Особисте життя
Одружений з Девні Сагановіч, з якою виховують сина та доньку.

## Фільмографія
| Рік  | Назва                         | Роль                     | Примітки                            |
| ---- | ----------------------------- | ------------------------ | ----------------------------------- |
| 1992 | Одісея                        | Юдо                      | 1 епізод                            |
| 1993 | Повернення Шерлога Голмса     | Діллон Бернс             | Телефільм                           |
| 1994 | Одісея                        | Юдо                      | 1 епізод                            |
| 1994 | Маленькі велетні              | Молодий Флойд            |                                     |
| 1995 | Каспер                        | Каспер (людська форма)   |                                     |
| 1995 | Екшн Мен                      | Голос                    | Телесеріал                          |
| 1995 | Одинокий голуб                | Лайн Тангреді            | 1 епізод                            |
| 1995 | Зараз і тоді                  | Скотт Вормер             |                                     |
| 1996 | Ніч Твістерів                 | Ден Хатч                 | Телефільм                           |
| 1996 | Робін з Локслі                | Робін Макалістер         | Телефільм                           |
| 1997 | Хлопчачий клуб                | Ерік                     |                                     |
| 1997 | Дика Америка                  | Марк Стауфер             |                                     |
| 1998 | Панк з Солт-Лейк-Сіті         | Шон                      |                                     |
| 1998 | Навколо вогню                 | Саймон Гарріс            |                                     |
| 1999 | Прохолодне, сухе місце        | Ноа Ворд                 |                                     |
| 1999 | Рука-вбивця                   | Антон Тобіас             |                                     |
| 2000 | Пункт призначення             | Алекс Браунінг           |                                     |
| 2000 | Винний                        | Nathan Corrigan          |                                     |
| 2000 | Eminem: E                     | Стен                     | сегмент «Stan»                      |
| 2002 | Чуваки                        | Дейв Гудмен              |                                     |
| 2002 | Екстремали                    | Вілл                     |                                     |
| 2003 | Нова Людина-Павук             | Флеш Томпсон (озвучення) | 1 епізод                            |
| 2004 | Екстремальне побачення        | Даніель Ронік            |                                     |
| 2005 | Тир                           | Пол Поун                 |                                     |
| 2006 | Лігво диявола                 | Квінн                    |                                     |
| 2009 | Створіння темряви             | Ендрю                    |                                     |
| 2010 | Морська поліція: Лос-Анджелес | Детектив Метт Бернхардт  | 1 епізод                            |
| 2010 | Терпіння                      | Зет Арнольд              |                                     |
| 2010 | Випадкова прогулянка          | Брент                    |                                     |
| 2010 | Нікіта                        | Овен Елліот              |                                     |
| 2011 | 388 Arletta Avenue            | Білл                     |                                     |
| 2011 | Пункт призначення 5           | Алекс Браунінг           | Архівні кадри; в титрах не вказаний |
| 2012 | Боксер                        | Джейк                    |                                     |
| 2012 | Воскресіння                   | Тревіс                   |                                     |
| 2019 | План втечі 3                  | Лестер Кларк             |                                     |